# Mark Derwin
Mark James Derwin (Park Forest, 28 ottobre 1960) è un attore statunitense.
Noto principalmente come attore televisivo, ha recitato nelle soap opera Febbre d'amore, Sentieri e Una vita da vivere e ha preso parte alle serie televisive Una mamma quasi perfetta e La vita segreta di una teenager americana.

## Biografia
Nato in Illinois, è cresciuto nello stato di New York. Ha deciso di studiare recitazione per seguire le orme materne; la madre è stata un'attrice di teatro in Irlanda. Prima di entrare nel mondo dello spettacolo, ha lavorato presso IBM, presso una casa di riposo e ha lavorato come carpentiere. Tra i primi lavori come attore ha partecipato ad alcuni spot pubblicitari, tra cui uno per Nike e uno per le sigarette Fiesta sulla TV messicana.
Dopo aver ottenuto un piccolo ruolo nella soap opera Il tempo della nostra vita, ottiene il ruolo di Adrian Hunter nella soap opera della CBS Febbre d'amore. Dal 1990 al 1993 interpreta il ruolo del detective A.C. Mallet nella soap opera Sentieri. Per la sua interpretazione in Sentieri ha ottenuto una candidatura come miglior attore ai Daytime Emmy Awards 1993, inoltre ha vinto il premio Hottest Male Star ai Soap Opera Digest Awards.
Nel 1999 entra nel cast della soap opera Una vita da vivere nel ruolo del dr. Ben Davidson, che interpreta fino al 2002. Il suo personaggio stato messo in stato di coma così da permettergli recitare nella sit-com Una mamma quasi perfetta al fianco di Bonnie Hunt, con cui aveva già lavorato in The Bonnie Hunt Show. Dopo la fine di Una mamma quasi perfetta torna ad interpretare il ruolo di Ben Davidson in Una vita da vivere a febbraio 2004 e a luglio 2008.
Nel corso degli anni ha preso parte a numerose serie televisive, tra cui CSI - Scena del crimine, Boston Legal, 24 e How I Met Your Mother. Dal 2008 al 2013 ha interpretato il ruolo di George Juergens, padre della protagonista, in La vita segreta di una teenager americana.
Nel 2014 ha ottenuto un ruolo ricorrente nella serie televisiva Bosch, mentre nel 2015 interpreta lo scalatore Lou Kasischke nel film Everest.

## Filmografia parziale

### Cinema
- The Killer - Ritratto di un assassino (The Minus Man), regia di Hampton Fancher (1999)
- Los Angeles - Cannes solo andata (Ballad of the Nightingale), regia di Guy Greville-Morris (1999)
- Dirty Deeds, regia di David Kendall (2005)
- Ammesso (Accepted), regia di Steve Pink (2006)
- Segreti fatali (Balancing the Books), regia di Meir Sharony (2009)
- Everest, regia di Baltasar Kormákur (2015)
- Bad Company, regia di Robin Christian (2018)

### Televisione
- Il tempo della nostra vita (Days of Our Lives) – soap opera, 6 episodi (1988)
- Febbre d'amore (The Young and the Restless) – soap opera, 20 episodi (1989-1990)
- Sentieri (Guiding Light) – soap opera, 87 episodi (1990-2000)
- Due poliziotti a Palm Beach (Silk Stalkings) – serie TV, 1 episodio (1995)
- Un detective in corsia (Diagnosis: Murder) – serie TV, 1 episodio (1996)
- Il tocco di un angelo (Touched by an Angel) – serie TV, 1 episodio (1997)
- Cinque in famiglia (Party of Five) – serie TV, 1 episodio (1997)
- L'atelier di Veronica (Veronica's Closet) – serie TV, 1 episodio (1998)
- Una vita da vivere ( One Life to Live) – soap opera (1999-2008)
- Una mamma quasi perfetta (Life with Bonnie) – serie TV, 22 episodi (2002-2004)
- Medical Investigation – serie TV, 1 episodio (2004)
- CSI: Miami – serie TV, 1 episodio (2004)
- CSI - Scena del crimine (CSI: Crime Scene Investigation) – serie TV, 3 episodi (2004-2006)
- Boston Legal – serie TV, 3 episodi (2005-2007)
- E-Ring – serie TV, episodio 1x16 (2006)
- Heist – serie TV, 5 episodi (2006)
- How I Met Your Mother – serie TV, 3 episodi (2006-2014)
- NCIS - Unità anticrimine (NCIS: Naval Criminal Investigative Service) – serie TV, episodio 4x12 (2007)
- Senza traccia (Without a Trace) – serie TV, episodio 5x23 (2007)
- Curb Your Enthusiasm – serie TV, 2 episodi (2007)
- Chuck – serie TV, episodio 1x13 (2008)
- La vita segreta di una teenager americana (The Secret Life of the American Teenager) – serie TV, 114 episodi (2008-2013)
- 24 – serie TV, 5 episodi (2009)
- Hot in Cleveland – serie TV, episodio 2x12 (2011)
- Mad Men – serie TV, episodio 6x04 (2013)
- Bones – serie TV, episodio 9x11 (2013)
- Bosch – serie TV, 10 episodi (2014-2021)
- Major Crimes – serie TV, episodio 4x10 (2015)
- Ossessione matrimonio (Groomzilla) – film TV, regia di Michael Bay (2018)
- 9-1-1 – serie TV, 3 episodi (2018-2019)
- Un milione di piccole cose (A Million Little Things) – serie TV, 3 episodi (2021-in corso)

## Doppiatori italiani
Nelle versioni in italiano delle opere in cui ha recitato, Mark Derwin è stato doppiato da:
- Maurizio Reti in CSI - Scena del crimine (ep. 6x13), Mad Men
- Angelo Maggi in Una mamma quasi perfetta
- Gaetano Varcasia in CSI: Miami
- Roberto Certomà in CSI - Scena del crimine (ep. 4x22)
- Franco Mannella in CSI - Scena del crimine (ep. 5x15)
- Claudio Ridolfo in How I Met Your Mother (ep. 1x15)
- Stefano Albertini in How I Met Your Mother (ep. 9x15)
- Luca Biagini in Chuck
- Enrico Di Troia in NCIS - Unità antictimine
- Donato Sbodio in Sentieri
- Alberto Angrisano in La vita segreta di una teenager americana
- Marco Mete in 24
- Michele Kalamera in Ammesso
- Saverio Moriones in Bones
- Paolo Maria Scalondro in Bosch (st. 1)
- Nicola Braile in Bosch (ep. 7x05)
- Carlo Petruccetti in Major Crimes
- Achille D'Aniello in 9-1-1  (st. 2)
- Massimo De Ambrosis in Big Sky